# Plavje
Plavje este o localitate din comuna Koper, Slovenia, cu o populație de 435 de locuitori.